# Ingrida Jonkutė
Ingrida Jonkutė (Šiauliai, 31 luglio 1969) è un'ex cestista lituana.

## Carriera
Ha giocato nella massima serie dei campionati sovietico, finlandese, lituano, slovacco e spagnolo.
Con la Lituania ha disputato l'Universiade 1993 e l'Europeo 1999.